# Deltocyathus taiwanicus
Deltocyathus taiwanicus är en korallart som beskrevs av Hu 1987. Deltocyathus taiwanicus ingår i släktet Deltocyathus och familjen Caryophylliidae. Inga underarter finns listade i Catalogue of Life.